# داوري الشيرازي
داوري الشيرازي (1238 - 1283 هـ / 1822 - 1866 م) هو أديب و شاعر وخطاط، من أهل شيراز.
هو محمد بن محمد شفيع وصال وشهرته داوري الشيرازي، مولوده ووفاته بشيراز. تلقى دراسات حرة في الآداب واللغة العربية والفارسية والتركية والرسم والخطابة. توفي في شيراز سنة 1284 هـ، وقيل سنة 1283 هـ، وقيل سنة 1282 هـ.
من آثاره: ديوان شعر، ورسالة في العروض، وكتاب في البلاغة، وقاموس للغة التركية، وله لوحات خط ورسوم فنية.